# Giza Peak
Der Giza Peak ist ein rund 600 m (nach Angaben des UK Antarctic Place-Names Committee 492,6 m) hoher Berg auf der westantarktischen Alexander-I.-Insel. Er ragt auf der Ostseite des Fossil Bluff im Osten der Insel auf.
Dem British Antarctic Survey (BAS) war der Berg lange Zeit unter dem Namen Sphinx bekannt. Das UK Antarctic Place-Names Committee nahm am 15. April 1988 zur Vermeidung von Verwechslungen mit gleichnamigen Objekten in der Antarktis eine Umbenennung vor. Namensgebend ist die Große Sphinx von Gizeh (englisch Great Sphinx of Giza).